# علی صالح (بازیکن فوتبال)
علی صالح (عربی: علي صالح؛ زادهٔ ۲۲ ژانویهٔ ۲۰۰۰) بازیکن فوتبال اهل امارات متحده عربی است.
از باشگاه‌هایی که در آن بازی کرده‌است می‌توان به باشگاه فوتبال الوصل امارات اشاره کرد.
وی همچنین در تیم‌های ملی فوتبال زیر ۱۹ سال امارات متحده عربی و امارات متحده عربی بازی کرده‌است.